# Selección de fútbol amateur de Inglaterra
y 1974.

## Historia

### Orígenes
La eclosión del profesionalismo en el fútbol inglés hizo que los jugadores aficionados fuesen quedando relegados de la selección nacional. Este hecho que motivó que la Federación Inglesa (FA) crease un equipo representativo formado exclusivamente por futbolistas no profesionales, como alternativa a la selección absoluta. La selección inglesa amateur disputó su primer partido el 1 de noviembre de 1906 en París, con victoria por 0-15 sobre Francia. Stanley Harris anotó siete goles y Vivian Woodward cuatro.
A diferencia de la selección absoluta de Inglaterra, que en sus orígenes solo competía contra las otras selecciones británicas —no jugó contra  rivales de fuera de las islas británicas hasta 1908— el combinado amateur de Inglaterra, en su primera época, se enfrentó a varias selecciones absolutas europeas, exhibiendo siempre una clara superioridad. No sufrió su primera derrota hasta 1910, cuatro años después de su debut, acumulando 27 partidos invicta y una racha de 18 victorias consecutivas, récord no superado por ningún otro país. Entre estas victorias destacan las obtenidas en 1909 sobre Alemania (9-0), Bélgica (11-2) y Suiza (0-9), que son las mayores derrotas sufridas por las selecciones absolutas de estos países en toda su historia.

### Juegos Olímpicos

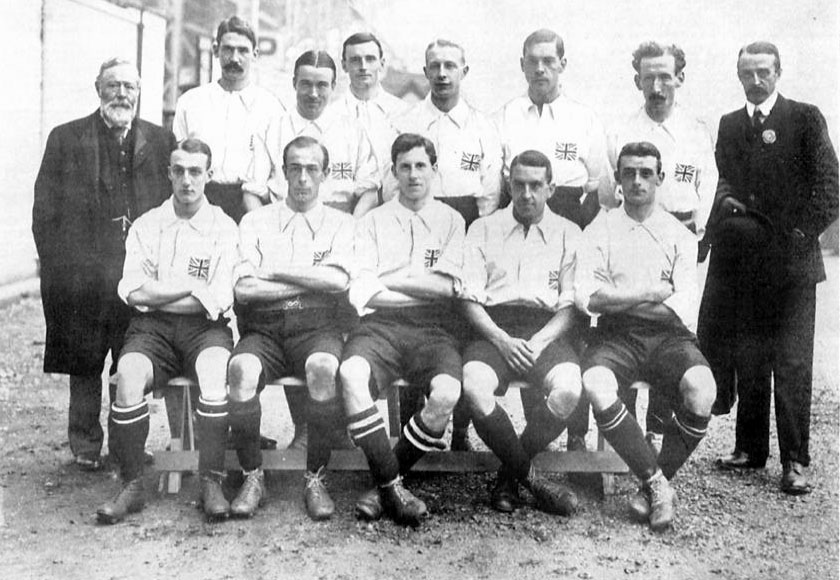
Selección amateur de Inglaterra, que compitió en los Juegos Olímpicos de 1908 bajo el nombre y la bandera del Reino Unido, conquistando la medalla de oro.

En los Juegos Olímpicos de Londres 1908 se celebró el primer torneo olímpico oficial de fútbol. Dado que la FA era la única de las cuatro federaciones británicas adherida a la FIFA y al Comité Olímpico Británico, y debido a la limitación olímpica a deportistas aficionados, la representación británica fue a cargo de la selección de fútbol amateur de Inglaterra, que compitió bajo el nombre y la bandera del Reino Unido. Ganaron el oro después de derrotar a Suecia por 12-1, a Países Bajos por 4-0, y a Dinamarca en la final por 2-0, con goles de Vivian Woodward y Frederick Chapman.
En los Juegos Olímpicos de Estocolmo 1912 la selección del Reino Unido fue nuevamente, de facto, la selección amateur de Inglaterra. Revalidó el oro tras derrotar por 7-0 a Hungría, por 4-0 a Finlandia y en la final, de nuevo a la selección danesa por 4-2.
Hasta Berlín 1936 la selección olímpica del Reino Unido no incluyó jugadores del resto de países constituyentes. Aun así, la selección amateur inglesa continuó siendo la base del combinado olímpico del Reino Unido hasta su última participación, en 1972 (la selección de fútbol británica acudió por última vez a unos Juegos en Roma 1960, disputando sin éxito la fase clasificatoria en las tres ediciones siguientes).

### Competiciones domésticas
La selección de aficionados apenas volvió a jugar contra selecciones absolutas después de la Primera Guerra Mundial, coincidiendo con la salida de la FA de la FIFA. Más allá su participación en el equipo olímpico británico, la actividad de Inglaterra amateur se centró en partidos y torneos en las islas británicas. Esta situación se mantuvo hasta los años 1950, salvo excepciones como la gira de exhibición realizada en 1937 en los dominios británicos de Australia, Nueva Zelanda y Ceilán.

#### Charity Shield
Durante el primer tercio del siglo XX la Charity Shield (actual Community Shield) era disputada de forma habitual entre un conjunto profesional y uno de aficionados. Durante los años 1920 fue el equipo de la selección amateur quien tomó parte en el torneo, enfrentándose a una selección inglesa de futbolistas profesionales. En dos ocasiones el combinado de aficionados logró el triunfo (1925 y 1926).

#### British Amateur Championship
A partir de la temporada 1926-27 las selecciones amateur de las cuatro naciones británicas (Escocia, Gales, Irlanda del Norte y la propia Inglaterra) establecieron un calendario anual de enfrentamientos entre sí, lo que derivó en un torneo, el British Amateur Championship, a imagen y semejanza del British Home Championship disputado por las selecciones absolutas de los cuatro países. El British Amateur Championship fue oficialmente instituido la temporada 1953-54 y se mantuvo hasta 1974. Inglaterra fue la gran dominadora del campeonato con 30 victorias en 39 ediciones (16 de 20 en ediciones oficiales).

### Copa de la UEFA Amateur
En 1967 la UEFA puso en marcha un torneo entre selecciones europeas para futbolistas de categoría amateur, bajo el nombre de Copa de la UEFA Amateur. La selección inglesa participó en las tres primeras ediciones (1967, 1970 y 1974) sin superar nunca la primera fase de grupos.

### Desaparición
En 1974 la Federación Inglesa abolió la distinción entre futbolistas de categoría profesional y aficionado. Ello conllevó la desaparición de la selección inglesa amateur, lo que también puso fin al equipo olímpico británico. En su lugar, en 1979 se creó una selección semiprofesional, actualmente denominada Selección de Inglaterra C, integrada por futbolistas de equipos de la National League.

## Resultados
Leyenda: PJ: Partidos jugados; PG: Partidos ganados; PE: Partidos empatados; PP: Partidos perdidos; GF: Goles a favor; GC: Goles en contra.

### Copa de la UEFA Amateur
| Año             | Ronda        | Posición     | PJ           | PG           | PE           | PP           | GF           | GC           |
| --------------- | ------------ | ------------ | ------------ | ------------ | ------------ | ------------ | ------------ | ------------ |
| España 1967     | Primera fase | 5.º          | 4            | 2            | 1            | 1            | 3            | 3            |
| Italia 1970     | Primera fase | 12.º         | 4            | 0            | 0            | 4            | 4            | 9            |
| Yugoslavia 1974 | Primera fase | 5.º          | 4            | 3            | 0            | 1            | 7            | 3            |
| Grecia 1978     | No participó | No participó | No participó | No participó | No participó | No participó | No participó | No participó |
| Total           | 3/4          |              | 12           | 5            | 1            | 6            | 14           | 15           |